# 圣格拉蒂安 (索姆省)
圣格拉蒂安（法語：Saint-Gratien，法語發音：[sɛ̃ ɡʁasjɛ̃] ⓘ）是法国索姆省的一个市镇，位于该省中部，属于亚眠区和北部皮卡第土地市镇公共社区，其市镇面积为6.95平方公里，2022年1月1日时人口数量为386人。
圣格拉蒂安是北部皮卡第土地市镇公共社区的组成部分。

## 行政
圣格拉蒂安的邮政编码为80260，INSEE市镇编码为80704。

## 地理
圣格拉蒂安（49°57'57"N, 2°24'31"E）位于法国北部，上法兰西大区中部和索姆省中部略偏北。
与圣格拉蒂安接壤的市镇包括：阿隆维尔、卡尔多内特、弗雷尚库尔、莫利安欧布瓦、阿吕河畔蒙蒂尼、凯里约、赖讷维尔
圣格拉蒂安属于索姆河流域。境内以平原和浅丘为主，全境海拔在48至113米之间。
按照柯本气候分类法，圣格拉蒂安属于温带海洋性气候，全年温差较小，降水分布均匀。

## 历史
圣格拉蒂安历史上长期为一普通村落，中世纪出现教堂，法国大革命后成为一个市镇。在第一次世界大战期间，圣格拉蒂安在1918年的索姆河战役中遭到严重破坏。

## 交通
索姆省省道D30线和D919线经过圣格拉蒂安境内。有校车巴士可前往省会亚眠。

## 政治
现任圣格拉蒂安市长为布吕诺·马西亚斯先生（Bruno Massias）。

## 人口
| 年份   | 1936 | 1946 | 1954 | 1962 | 1968 | 1975 | 1982 | 1990 | 1999 | 2004 | 2009 | 2014 | 2018 |
| ------ | ---- | ---- | ---- | ---- | ---- | ---- | ---- | ---- | ---- | ---- | ---- | ---- | ---- |
| 人口數 | 226  | 212  | 264  | 220  | 225  | 240  | 337  | 362  | 371  | 355  | 361  | 375  | 380  |

## 社会
圣格拉蒂安境内无商业设施，其市中心距离格利西商业中心（CC Glicy）大约11公里。

## 景观

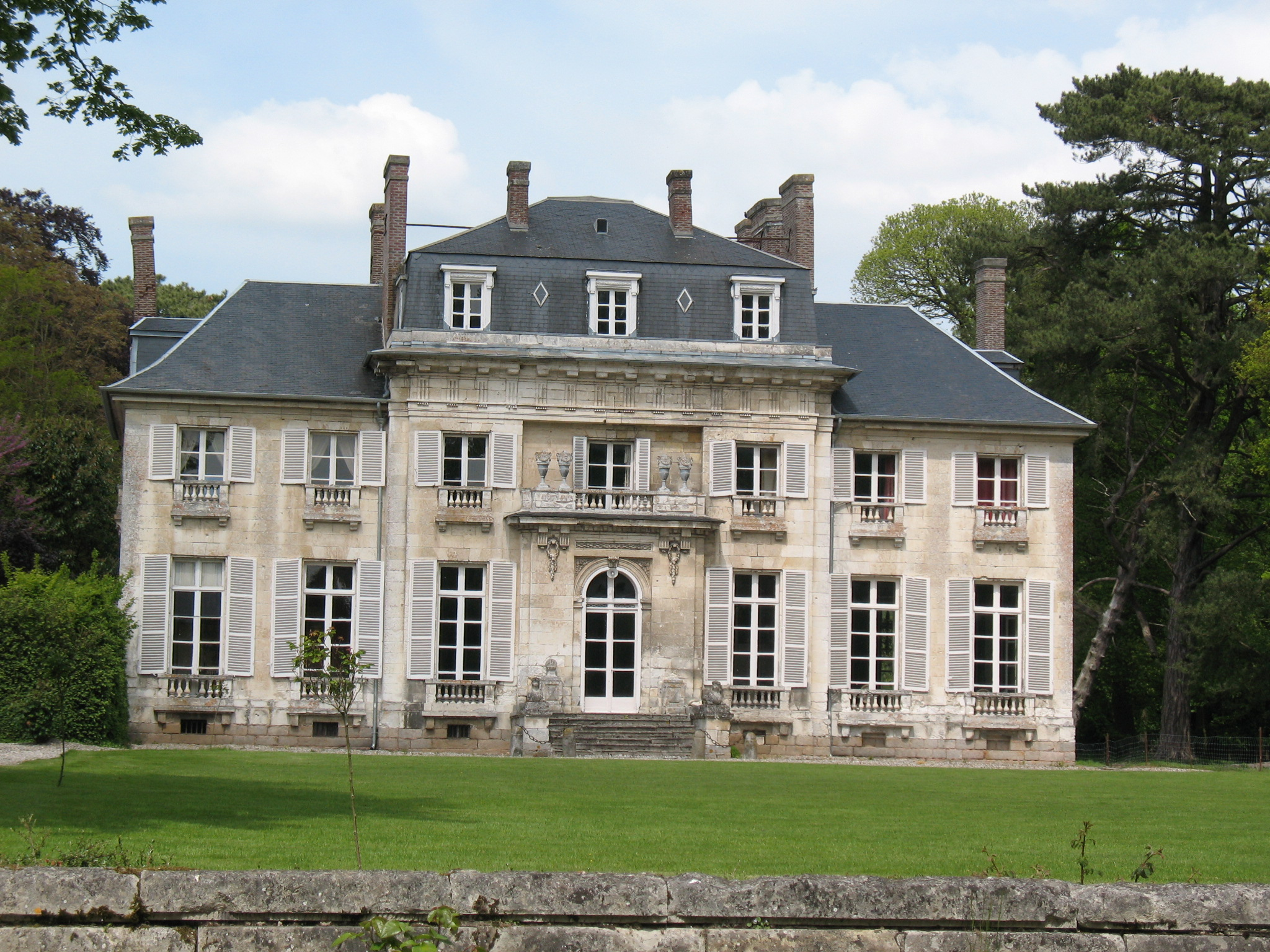
圣格拉蒂安城堡

圣格拉蒂安城堡历史上为当地领主的庄园宅邸，1954年起被列入法国国家文物保护单位。